# تلگراف بی‌سیم

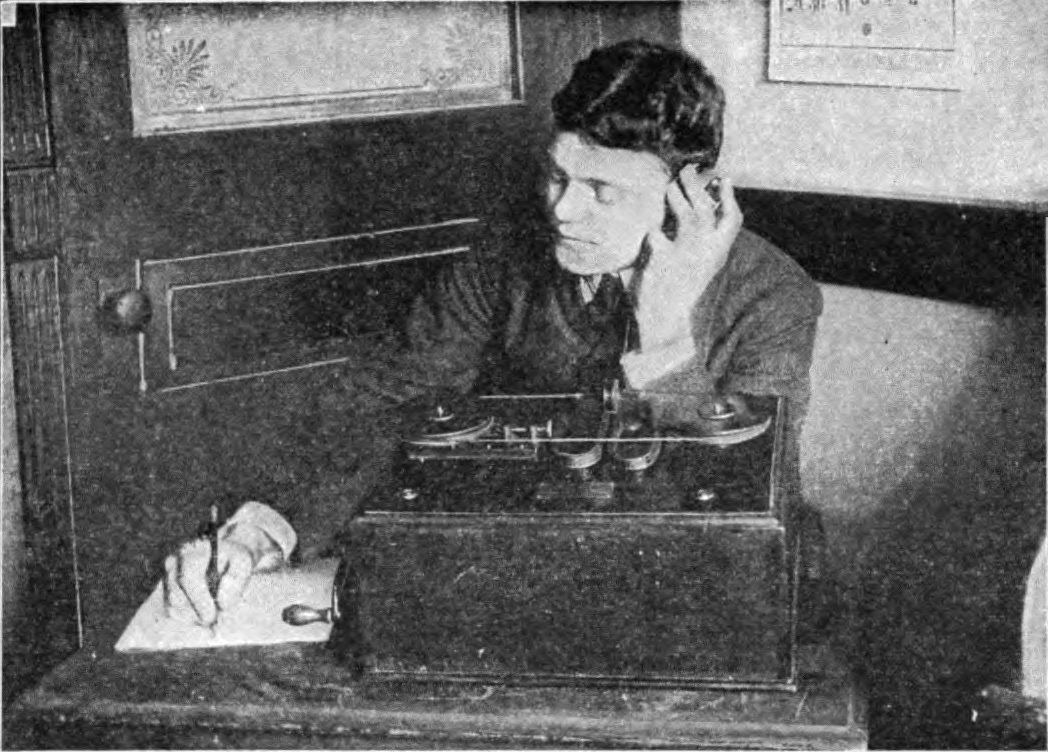
اپراتور دستگاه تلگراف بیسیم در حال دریافت پیام از طریق امواج رادیویی

تلگراف بی‌سیم (انگلیسی: Wireless telegraphy)، ارسال تلگراف از راه امواج رادیویی است.
گولیلمو مارکونی، مخابرات بی‌سیم را حدود ۱۸۹۷ اختراع کرد، و موفق به ارسال تلگراف بی‌سیم برای حرف S در فاصله حدود سه کیلومتری شد. ارتش انگلستان، تلگراف بی‌سیم را نخستین بار در آفریقای جنوبی در ۱۹۰۰ و در جنگ بوئر دوم به‌کار گرفت. در این جنگ نیروی دریایی انگلیس از دستگاه مارکونی برای مکالمه میان کشتی‌هایش در خلیج دلاگوا استفاده کرد. تا سال ۱۹۰۱ میلادی پوشش رادیویی در سراسر اقیانوس آتلانتیک فراهم شده بود. دریانوردان اولین مشتریان تلگراف بی‌سیم بودند.